# Blind Date (película de 2008)
Blind Date es una película dramática de 2008 dirigida por Stanley Tucci. Este es el cuarto largometraje como director de Tucci, que además coescribió el guion junto a David Schechter. La película fue estrenada en el Festival de Cine de Sundance de 2008. Es un remake de la película de 1996 del mismo nombre dirigida por el fallecido director Theo van Gogh, quien fue asesinado por un fundamentalista religioso enojado por su representación del Islam en uno de sus cortometrajes.

## Argumento
Mientras lucha por recuperarse de la muerte de su hija, una pareja casada elabora un juego que pretende ser una serie de citas a ciegas, esperando que eso les permita hablar abiertamente acerca del estado de su relación tras la tragedia.

## Reparto
- Stanley Tucci.... Don, el esposo
- Patricia Clarkson.... Janna, la esposa
- Thijs Römer.... la camarera
- Gerdy De Decker.... el bailarín de tango
- Georgina Verbaan.... la atractiva mujer
- Robin Holzauer.... la pequeña
- Sarah Hyland.... el niño
- Peer Mascini.... el bebedor solitario